# أندي كاميرون
أندي كاميرون (بالإنجليزية: Andy Cameron)‏ هو كاتب أغاني بريطاني، ولد في 27 يونيو 1940 في لندن في المملكة المتحدة.

## وصلات خارجية
- أندي كاميرون على موقع IMDb (الإنجليزية)
- أندي كاميرون على موقع ميوزك برينز (الإنجليزية)
- أندي كاميرون على موقع ديسكوغز (الإنجليزية)